# Jazzhaus Freiburg

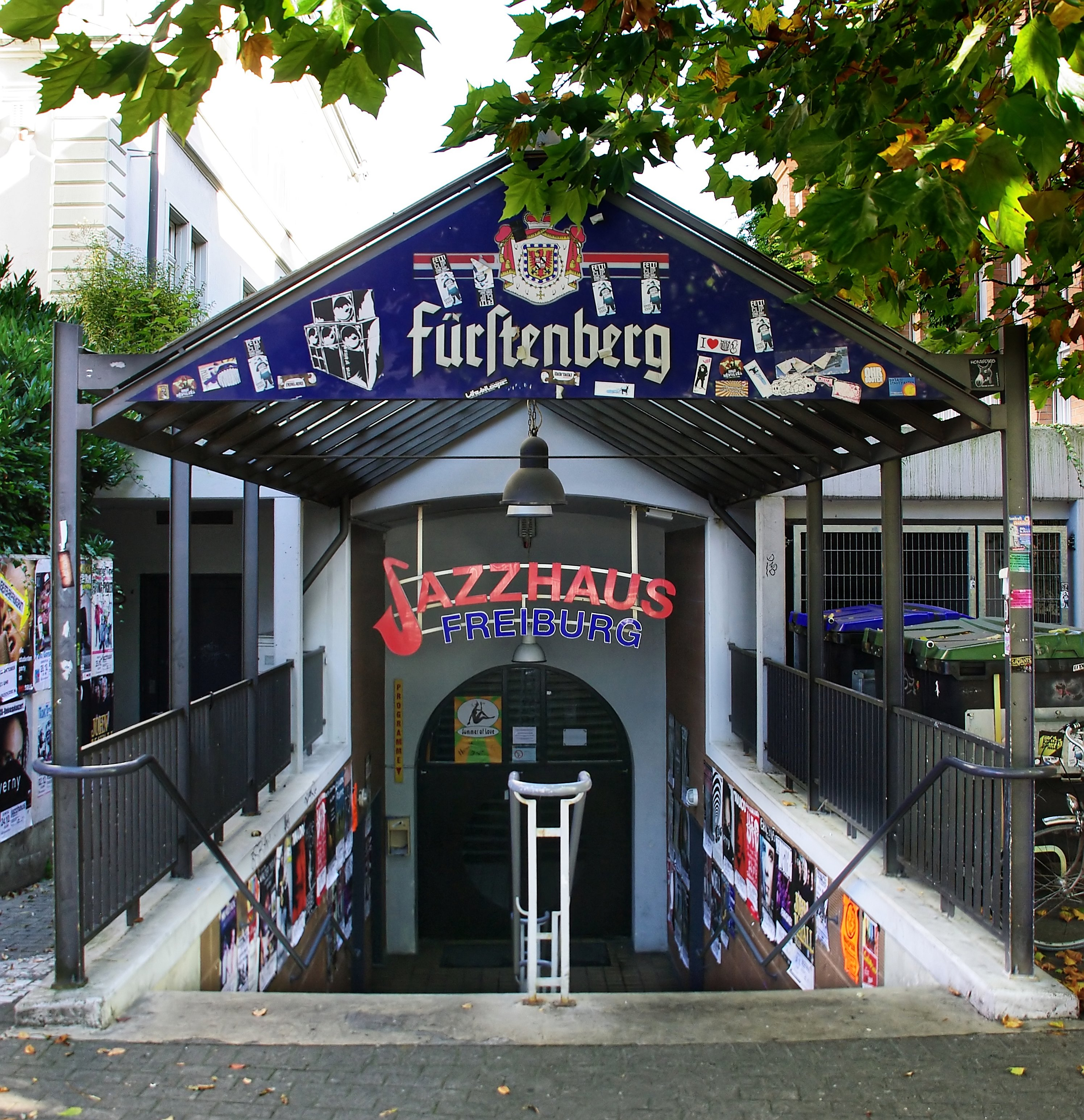
Eingang zum Jazzhaus (2010)

Das Jazzhaus Freiburg ist ein Veranstaltungsort in Freiburg im Breisgau. Der alte Weinkeller unter dem Goethe-Institut in der Schnewlinstraße 1 ist nicht nur auf Jazz ausgerichtet, sondern bietet genreübergreifende Live-Konzerte und Partys. Das Jazzhaus Freiburg ist Teil der Jazzhaus Freiburg GmbH. Neben der Veranstaltungsstätte gehören das Plattenlabel Jazzhaus Records, der Tourneebereich Jazzhaus Artists und der Musikverlag Jazzhaus Publishing zum Unternehmen.

## Geschichte
Die Geschichte des Jazzhaus Freiburg begann am 6. Juni 1985 mit einem Brief von Waldi Heidepriem an die Freiburger Jazz-Szene. Daraufhin trafen sich über 60 Personen am 26. Juni 1985 in der Mooswaldbierstube und gründeten die Initiative Freiburger Jazzhaus. Die Idee dazu entstand zwischen Waldi Heidepriem und Rolf Böhme, dem damaligen Oberbürgermeister von Freiburg. Am 13. November 1985 war die Gründungsversammlung der Vereinigung Freiburger Jazzhaus, bei der Heidepriem auch zum ersten Vorsitzenden gewählt wurde. Die Umbauarbeiten begannen unmittelbar danach. Am 10. Oktober 1987 wurde der Bösendörfer Flügel geliefert, auf dem später unter anderem Miles Davis spielte. Am 16. Oktober 1987 wurde das Jazzhaus eröffnet.
Joachim-Ernst Berendt bezeichnete ihn als „sicherlich einen der schönsten Jazzkeller der Welt“.
Im weiteren Verlauf wurden die Veranstaltungen nicht mehr als kulturell, sondern als kommerziell eingestuft, was zu hohen Steuernachzahlungen führte. Als Folge davon trennte sich der Verein in einen gemeinnützigen Verein und eine Betreibergesellschaft auf. Laut Vereinssatzung ist „Zweck des Vereins die Pflege und Fortentwicklung der Jazz-Musik mit verwandten Bereichen und Strömungen wie insbesondere der Rock- und Folkmusik, die Förderung der Ausübung und des Nachwuchses. Hierzu gehört auch der Betrieb des Freiburger Jazzhauses“.
2001 wurde das dank Sponsoren komplett renovierte Jazzhaus der Öffentlichkeit vorgestellt.
Das Jazzhaus Freiburg wurde 2013, 2018 und 2019 für sein hochwertiges Konzertprogramm ausgezeichnet und erhielt den deutschen Spielstättenpreis APPLAUS, eine Förderung der Initiative Musik.

## Anbindung
Das Jazzhaus befindet sich ca. 300 m entfernt vom Hauptbahnhof Freiburg. Dort verkehren auch die Straßenbahnlinien 1, 2, 3 und 4. An der Wiwilíbrücke befindet sich eine Station des Fahrradverleihsystems Frelo.

## Aufgetretene Künstler (Auswahl)
17 Hippies, Bernard Allison, Art Blakey, Black Uhuru, Blood, Sweat & Tears, Carminho, Cassandra Wilson, Cecil Taylor, Dee Dee Bridgewater, Dianne Reeves, Die Sterne, Faber, Fatoni, Hans Söllner, Ice-T, Joe Bonamassa, Joe Zawinul, John Zorn, Kool & The Gang, Nelly Furtado, New Model Army, Pippo Pollina, Public Enemy, K.I.Z, Knorkator, Maceo Parker, Manu Dibango, Miles Davis, Milky Chance, Mink DeVille, Nils Landgren, Philip Boa, Rammstein, Roger Chapman, Salif Keïta, Soul Asylum, Tingvall Trio und Wanda. Die Semesterabschlusskonzerte der Musikhochschule Freiburg des Studienbereichs Jazz/Pop finden seit 2003 im Freiburger Jazzhaus statt.